# Tanghe Shuiku (reservoar i Kina, Henan)
Tanghe Shuiku (kinesiska: 汤河水库) är en reservoar i Kina. Den ligger i provinsen Henan, i den centrala delen av landet, omkring 140 kilometer nordost om provinshuvudstaden Zhengzhou. Tanghe Shuiku ligger 111 meter över havet. Arean är 3,8 kvadratkilometer. Trakten runt Tanghe Shuiku består till största delen av jordbruksmark. Den sträcker sig 4,0 kilometer i nord-sydlig riktning, och 2,9 kilometer i öst-västlig riktning.
Genomsnittlig årsnederbörd är 689 millimeter. Den regnigaste månaden är juli, med i genomsnitt 209 mm nederbörd, och den torraste är januari, med 3 mm nederbörd.